# Anaa
Anaa (Nganaa-nui vagy Ara-ura) egy atoll a Dél-Csendes-óceánon. A terület politikailag Francia Polinéziához tartozik. Anaa a Tuamotu-szigetek egyik alcsoportjának, a Raeffsky-szigeteknek a része. A Raeffsky szigetcsoport a Tuamotu szigetcsoport központi részén található. Anaa a Reffsky-szigetek délnyugati részén található, Tahititől 350 km-re keletre. Az ovális alakú atoll hosszúsága 29,5 km, szélessége 6,5 km, a területe 38 km². Az atoll 11 apró szigetből áll, melyek földje vastagabb és termékenyebb, mint a Tuamotu-szigetek többi atollja. Három medencéből álló lagúnája sekély, amelybe vízi úton nem lehet bejutni. Ennek ellenére a lagúnában lévő víz tud cserélődni néhány csatornán keresztül, amelyek fölött át lehet kelni gyalogszerrel.
A sziget fő települése Tukuhora (más néven Anaa), amelynek lakossága 461 fő volt a 2007-es népszámláláskor. A többi apró falu - Temarie, Otepipi, Mania és Tematahoa - a számlálás szerint lakatlan volt. A lakosság főleg halászatból, gyöngyház tenyésztésből és kopra termesztésből él.

## Története
Anaa atoll legendásan kegyetlen harcosai már a 17. században uralkodtak a Tuamotu-szigetek északnyugati területein.
Az első európai Louis Antoine de Bougainville, francia felfedező pillantotta meg Anaa atollt 1768-ban. James Cook 1769-ben járt a szigeteknél. Az atoll alakja miatt a Lánc sziget (Chain Island) nevet adta neki az angol felfedező. Domingo de Boenechea spanyol hajós 1772 november 1-jén az "Isla de Todos los Santos" (Minden szentek-sziget) néven említette az atollt.
A 19. század elején a tahitiből származó Pomare-dinasztia vette át az atoll fölött az uralmat. 1850 körül Anaa aktív gyöngyház és kopra központnak számított. Ekkoriban az összlakosság elérte a 2000 főt. Az észak-amerikai mormon és a francia katolikus hittérítők küzdelme felkeléshez vezetett 1852-ben, amelynek a francia gyarmati hadsereg vetett véget.
1878-ban és 1906-ban Anaa szigetén súlyos károkat okozott két hurrikán, amelyek során a víz teljesen elöntötte a szárazföldeket. Az 1983-as trópusi ciklon pusztítása után az egyetlen falut áttelepítették és helyreállították. Ekkor létrehoztak egy menhelyet is, amely képes befogadni a teljes lakosságot.
Az Anaa szigetén működő repülőteret 1976-ban adták át.

## Közigazgatás
Anaa az önkormányzati település központja. Hozzá tartozik Faaite és a lakatlan Tahanea és Motutunga atollok.

## További információ
- Atoll lista (franciául) Archiválva 2007. február 28-i dátummal a Wayback Machine-ben